# جان‌سخت ۲
جان‌سخت ۲ (به انگلیسی: Die Hard 2)یک فیلم اکشن و دلهره‌آور آمریکایی محصول سال ۱۹۹۰ که دومین قسمت از مجموعه فیلم‌های جان‌سخت می‌باشد. به کارگردانی رنی هارلین با بازی بروس ویلیس در نقش جان مک‌کلین است.
مانند فیلم اول، در جان‌سخت ۲ در شب کریسمس رخ می‌دهد. جان مک‌کلین منتظر است تا همسرش در فرودگاه بین‌المللی دالس واشینگتن فرود بیاید، زمانی که تروریست‌ها سیستم کنترل ترافیک هوایی را در اختیار بگیرند. او باید قبل از تمام شدن سوخت هواپیمای همسرش و چندین پرواز ورودی دیگر که در اطراف فرودگاه هستند، تروریست‌ها را متوقف کند و سقوط کند. در طول شب، مک‌کلین باید با پلیس فرودگاه و یک فرمانده نظامی که هیچ‌کدام از آنها کمک نمی‌خواهند، مبارزه کند.
این فیلم به‌طور کلی با نقدهای مثبت منتشر شد و منتقدان ضمن انتقاد از مسائل داستان، اکشن و لحن فیلم را تحسین کردند. جان‌سخت ۲ با فروش ۲۴۰ میلیون دلاری و دوبرابر کردن درآمد فیلم قبلی خود، موفقیت بزرگی در باکس آفیس بود و هفتمین فیلم پرفروش سال شد. و قسمت‌های بعدی با عنوان جان‌سخت ۳ (۱۹۹۵)، جان‌سخت ۴ (۲۰۰۷) و یک روز خوب برای جان‌سخت (۲۰۱۳) منتشر شد.

## خلاصه داستان
در شب کریسمس، دو سال پس از وقایع فیلم نخست جان‌سخت، جان مک‌کلین که اکنون ستوان اداره پلیس لس آنجلس است، به فرودگاه بین‌المللی دالس واشینگتن می‌آید تا همسرش «هالی» را از فرودگاه تحویل بگیرد. همزمان، هواپیمایی حامل ژنرال فاسد اهل آمریکای لاتین، «رامون اسپرانزا»، نیز تحت حکم استرداد به دالس می‌آید؛ او با استفاده از بودجهٔ آمریکا به خرید و فروش مواد مخدر پرداخته است.
در سوی دیگر، سرهنگ پیشین نیروی زمینی ایالات متحده آمریکا، ویلیام استوارت، که به‌خاطر حمایت از اسپرانزا از ارتش اخراج شده، همراه گروهی از نظامیان سابق که همچنان طرفدار اسپرانزا هستند، برای استقبال از او در فرودگاه منتظرند. مک‌کلین دو نفر از افراد استوارت را تعقیب کرده و به بخش محدود حمل چمدان‌ها می‌رسد. درگیری مسلحانه‌ای رخ می‌دهد؛ یکی از مردان کشته می‌شود و دیگری می‌گریزد. مک‌کلین با کمک دوست قدیمی‌اش گروهبان ال پاول، درمی‌یابد که اثر انگشت فرد کشته‌شده متعلق به سربازی آمریکایی است که دو سال پیش در سانحهٔ سقوط بالگرد کشته اعلام شده بود. مک‌کلین این موضوع را به رئیس تندمزاج پلیس فرودگاه «کارماین لورنزو» و رئیس بخش مراقبت پرواز، «اد ترودو» گزارش می‌دهد، اما هیچ‌کدام حرفش را باور نمی‌کنند.
استوارت و گروهش که در کلیسایی در حاشیهٔ فرودگاه مستقر شده‌اند، همهٔ ارتباطات با هواپیماهای ورودی را قطع کرده، چراغ‌های باند را خاموش می‌کنند و درخواست می‌کنند که هواپیمای اسپرانزا بدون مداخله فرود بیاید. تحت فشار استوارت، ترودو به همهٔ مراقبان پرواز دستور می‌دهد هواپیماهای در حال پرواز در آسمان دالس را، علی‌رغم هشدارهای مربوط به کمبود سوخت، در همان حالت معلق نگه دارند.
مک‌کلین که نگران پرواز هالی است، با کمک سرایدار فرودگاه «ماروین» تصمیم می‌گیرد وارد عمل شود. مهندس ارشد فرودگاه، «لزلی بارنز»، تلاش می‌کند با استفاده از آنتن ناقص ارتباطی با هواپیماهای سرگردان برقرار کند. لورنزو یک گروه سلاح‌ها و تاکتیک‌های ویژه به همراه بارنز می‌فرستد، اما افراد استوارت آن‌ها را می‌کشند و آنتن را نابود می‌کنند. مک‌کلین بارنز را نجات داده و مهاجمان را از پا درمی‌آورد. در پاسخ، استوارت با جعل ارتفاع پرواز، کنترل ترافیک هوایی را جعل می‌کند و باعث سقوط یک هواپیمای بریتانیایی می‌شود و همهٔ سرنشینان آن کشته می‌شوند.
هواپیمای اسپرانزا فرود می‌آید و مک‌کلین او را زخمی می‌کند، اما استوارت و افرادش او را نجات داده، هواپیما را منفجر کرده و به کلیسا می‌برند. مک‌کلین جان سالم به در می‌برد. یک واحد ضدتروریستی به نام بلو لایت به رهبری «سرگرد گرانت» که یکی از همدستان مخفی استوارت است، وارد عمل می‌شود. گرانت و مک‌کلین با افرادشان به کلیسا حمله می‌کنند. مک‌کلین یکی از افراد استوارت را می‌کشد و به تعقیب مزدوران می‌پردازد، اما آن‌ها با موتور برفی فرار می‌کنند. مک‌کلین نیز دنبالشان می‌رود، اما وسیلهٔ او توسط گلوله‌ها منهدم می‌شود. او که متوجه می‌شود هیچ‌کس در درگیری زخمی نشده، درمی‌یابد که تفنگش با فشنگ مشقی پر شده بوده و درگیری پیشین ساختگی بوده است؛ گرانت و گروهش در واقع هم‌دست استوارت هستند.
گرانت، استوارت، اسپرانزا و دیگر مزدوران به یک آشیانهٔ فرودگاهی می‌رسند که بوئینگ ۷۴۷ی که درخواست کرده بودند، منتظرشان است. در همین حین، «ریچارد ثورنبرگ»، خبرنگار مغرور، که در همان پرواز با هالی حضور دارد، مشکوک می‌شود که چرا هواپیما هنوز فرود نیامده است. او به ارتباطات کابین خلبان نفوذ کرده و پیامی را که بارنز برای همهٔ هواپیماها فرستاده ضبط می‌کند. او از داخل دستشویی هواپیما، گزارش را به‌صورت زنده در تلویزیون پخش می‌کند، که منجر به ایجاد وحشت در سالن ترمینال می‌شود و مانع رسیدن مک‌کلین و لورنزو به باند پرواز ۷۴۷ می‌گردد. هالی با استفاده از شوکر یکی از مسافران، ثورنبرگ را بی‌هوش می‌کند.
مک‌کلین از یک تیم خبری می‌خواهد که او را با بالگرد به سمت هواپیمای ۷۴۷ ببرند. او روی بال هواپیما می‌پرد و با کاپشنش شهپر  را گیر می‌اندازد تا مانع پرواز شود. در جریان نبرد تن‌به‌تن، مک‌کلین گرانت را به داخل موتور جت می‌اندازد. هنگام مبارزه با استوارت، دریچهٔ سوخت موتور را باز می‌کند و درست پیش از آن‌که به پایین پرت شود، با فندک خود، رد سوخت را آتش می‌زند. انفجار بزرگی رخ می‌دهد که هواپیما را نابود کرده و همهٔ سرنشینانش را می‌کشد. رد آتش به‌جا مانده، به عنوان راهنمای فرود برای همهٔ هواپیماهای در حال پرواز، از جمله هواپیمای هالی، عمل می‌کند.
پس از آن‌که مک‌کلین و هالی دوباره به هم می‌پیوندند، ماروین آن‌ها را با ماشین چرخ‌دار فرودگاهی‌اش سوار می‌کند و دور می‌شوند.

## بازخوردها
در راتن تومیتوز بر اساس ۶۶ بررسی، با میانگین امتیاز ۶٫۳ از ۱۰، دارای ۷۰ درصد تاییدیه است. در متاکریتیک، فیلم بر اساس ۱۷ منتقد، میانگین وزنی امتیاز ۶۷ از ۱۰۰ را دارد که نشان‌دهنده «بررسی‌های عموماً مطلوب» است. تماشاگران شرکت‌کننده در نظرسنجی سینماسکور به فیلم نمره متوسط «A» در مقیاس A+ تا F دادند.